# Chepo
Chepo is een stad en gemeente (in Panama un distrito genoemd) in de provincie Panama in het land Panama. In 2015 was het inwoneraantal 55.000.
De gemeente bestaat uit devolgende acht deelgemeenten (corregimiento): Chepo (de hoofdplaats, cabecera), Cañita, Chepillo, El Llano, Kuna de Madugandí, Las Margaritas, Santa Cruz de Chinina en Tortí.